# Melanom-Antigen C1
MAGE-C1 (englisch melanoma antigen C1), auch Cancer/Testis Antigen 7 (CT7), ist ein humanes Tumorantigen aus der Gruppe der Tumor-Hoden-Antigene.

## Eigenschaften
MAGE-C1 hat eine Länge von 1.142 Aminosäuren und eine Masse von 123.643 Da. Es wird an bis zu vier Serinen phosphoryliert, S63, S207, S382 und S1063. MAGE-C1 hat anti-apoptotische Eigenschaften. Es bindet an NY-ESO-1. Es kommt als Tumorantigen nicht in gesunden Zellen vor (außer in immunprivilegierten Spermatozyten), wird aber oftmals in Tumoren exprimiert, z. B. multiplen Myelomen. Dort wird es von malignen Plasmazellen gebildet. Es ist daher ein Zielantigen bei der Entwicklung von Krebsimpfstoffen und Krebsimmuntherapien mit adoptivem Zelltransfer.